# Мар'янівка (Курманський район)
Мар'я́нівка (до 1948 року — Марє́; крим. Mare) — село Курманського району Автономної Республіки Крим.
Відстань від райцентру до населеного пункта становить 5 кілометрів по прямій.
В селі знаходиться мечеть Маре-Джамісі.